# John Lees (Musiker)
John Lees (* 13. Januar 1947 in Oldham, Lancashire) ist ein britischer Sänger, Songwriter, Komponist und Gitarrist, der als Gründer und Mitglied der englischen Progressive-Rockband Barclay James Harvest (BJH) bekannt wurde.

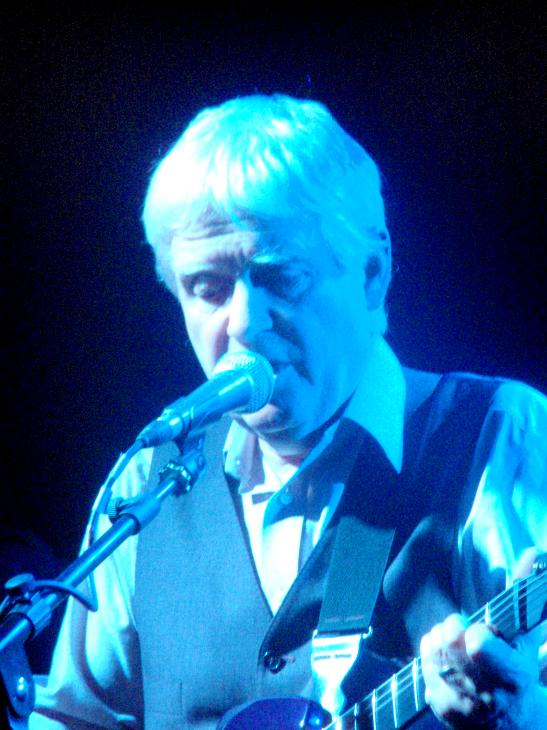
John Lees (2009)

## Biographie

### Barclay James Harvest (BJH)
Lees begann im Alter von 14 Jahren Gitarre zu spielen. Während seines Studiums an der Oldham School Of Art traf er 1964 Woolly Wolstenholme, und beide gründeten die Schulband The Sorcerers, aus der die Schulband The Keepers wurde. Zusammen mit ihm, Les Holroyd und Mel Pritchard, gründete er 1966 die Band The Blues Keepers, aus der 1967 die professionelle Gruppe Barclay James Harvest hervorging.
In ihrer gemeinsamen Zeit mit Barclay James Harvest sang Lees – wie entsprechend beim BJH-Gründungsmitglied Holroyd – bei den von ihm geschriebenen BJH-Liedern normalerweise die 1. Stimme und agierte bei Holroyds Songs teils als 2. Stimme.

### John Lees’ Barclay James Harvest (JLBJH)
1998 spaltete sich Barclay James Harvest auf, und Lees agiert seitdem mit weiteren Musikern und bis zu dessen Tod im Jahr 2010 noch mit Wolstenholme (der BJH bereits 1979 verlassen hatte, aber 1998 wieder einstieg) unter dem Namen John Lees’ Barclay James Harvest (JLBJH) – zuvor Barclay James Harvest Through the eyes of John Lees genannt.

### Solo
1974 erschien Lees’ erste Single „Best Of My Love“. 1977 veröffentlichte Lees sein bisher einziges Soloalbum, „A Major Fancy“, das bereits 1972 aufgenommen und erst fünf Jahre später erschien; aus der LP wurde die Single „Child of the Universe“ (ein Song, der 1974 auf dem BJH-Album „Everyone Is Everybody Else“ erschien) ausgekoppelt. 1999 wurde das Album inklusive dreier Bonuslieder erstmals auf CD veröffentlicht, und 2010 erschien es als Remaster-Doppel-CD, die neben dem Bonusmaterial von 1999 sechs Zusatzlieder enthält.

### John Lees and Friends
Ende April 2012 trat Lees unter dem Namen John Lees and Friends (Untertitel „Barclay James Harvest“) im englischen Dorf Delph (Greater Manchester) auf. Begleitet wurde er dabei von den aktuellen JLBJH-Musikern und zudem von seinem Sohn, John Joseph Lees (Cornett), und Monika Domone (12-saitige Gitarre, Gesang), die mit Keith Domone den „International Barclay James Harvest Fan Club“ leitet. Sie spielten sechs BJH-Klassiker und zudem mit einer Instrumentalversion von „On Leave“ ein neues JLBJH-Lied, das die Band zu dieser Zeit aufnahm und mit „Share My Yoke“ einen von Joy Webb (von The Joystrings; Salvation Army) geschriebenen Song.

## Einfluss und bekannte Lieder
Unter anderem gehören Eric Clapton, Bob Dylan, Joe Walsh und The Eagles zu Lees’ musikalischen Einflüssen.
Von Lees komponierte, getextete, weithin bekannte BJH-Songs sind unter anderem: „Mocking Bird“, „Child Of The Universe“, „Hymn“, „Poor Man's Moody Blues“, „Loving Is Easy“ und „In Memory Of The Martyrs“.
Lees ist verheiratet und hat eine Tochter und einen Sohn, John Joseph Lees (J. J. Lees).